# Epibryon marsupidii
Epibryon marsupidii är en svampart som beskrevs av Döbbeler 1979. Epibryon marsupidii ingår i släktet Epibryon och familjen Pseudoperisporiaceae.   Inga underarter finns listade i Catalogue of Life.